# Autotrofismo

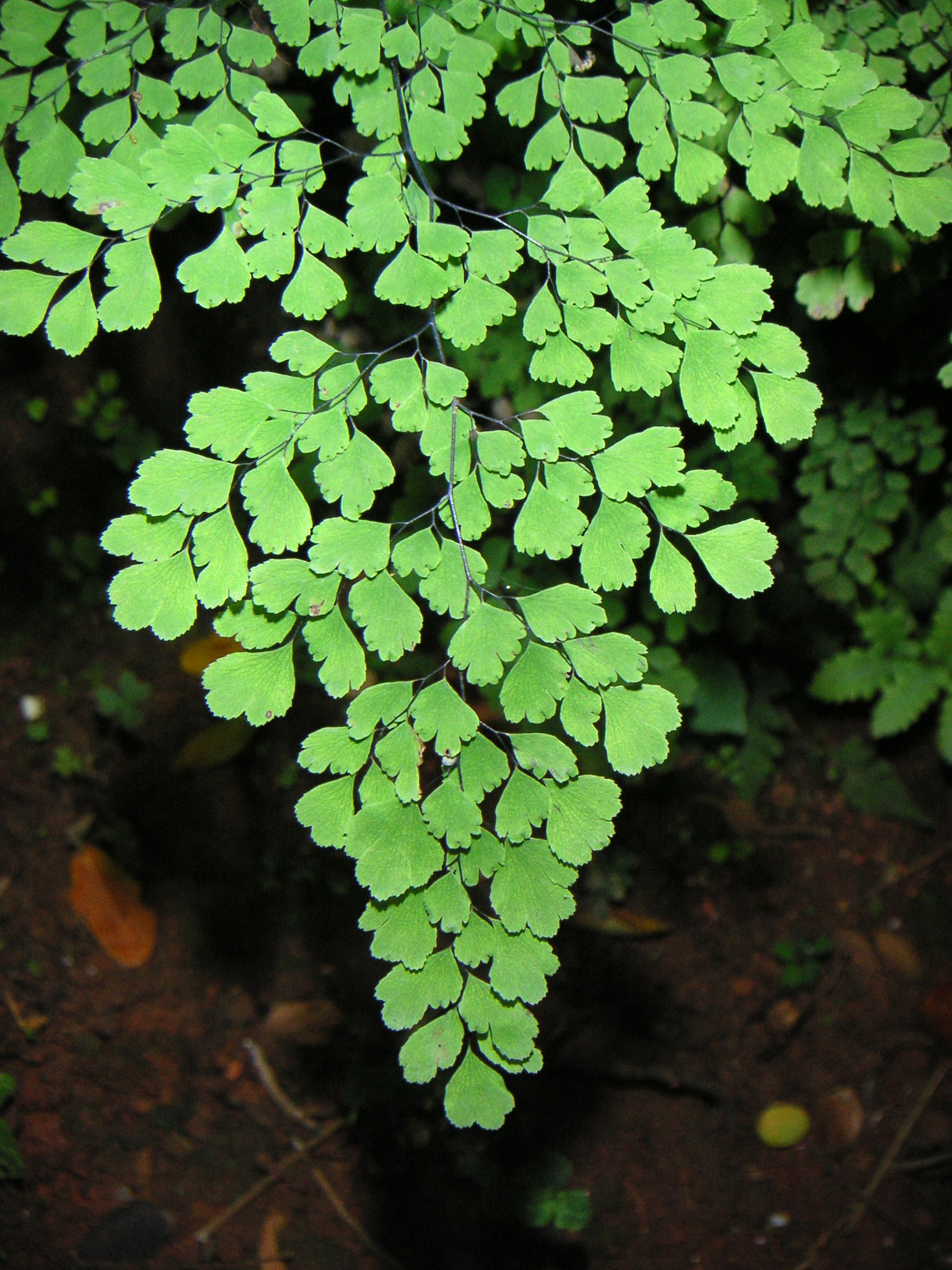
As plantas são organismos autotróficos. Adiantum sp., Adiantaceae

Autotrofismo ou autotrofia, é a capacidade de certos organismos, autotróficos, de sintetizar todas as substâncias essenciais para seu metabolismo a partir de substâncias inorgânicas, de modo que para a nutrição não precisam de outros seres vivos. Organismos autotróficos são plantas, algas e algumas bactérias e arqueas.
São assim chamados porque geram seus próprios alimentos, por meio de substâncias inorgânicas para seu metabolismo. Os organismos autotróficos produzem sua massa celular e matéria orgânica a partir do dióxido de carbono, que é inorgânico, como única fonte de carbono, usando luz ou produtos químicos como fonte de energia.
Os seres autotróficos podem ser classificados em fotossintéticos e quimiossintéticos. As plantas e outros organismos que utilizam a fotossíntese denominam-se fotolitoautótrofos; as bactérias que utilizam a oxidação de compostos inorgânicos, como o dióxido de enxofre ou compostos ferrosos, para produzir energia são denominadas quimiolitotróficos.
Seres heterotróficos, como animais, fungos, protozoários e a maioria das bactérias e arquéias, dependem de autótrofos, pois aproveitam a matéria que contêm para formar moléculas orgânicas complexas.

## Tipos
Os seres vivos baseiam sua composição em compostos nos quais o elemento químico definidor é o carbono (compostos orgânicos), e os autótrofos obtêm todo o carbono por meio de um processo metabólico de fixação de carbono denominado ciclo de Calvin.

## Tarefa ecológica

Cadeia alimentar. O primeiro elo ou nível trófico é o produtor, que obtém energia da luz solar por meio da fotossíntese

Organismos autotróficos formar a primeira ligação em cadeias alimentares como produtores primários da matéria orgânica que circula através deles. São necessariamente os organismos mais abundantes, pois, dada a limitada eficiência dos processos metabólicos, cada elo é muito menos representado do que os anteriores.
Autótrofos são uma parte essencial da cadeia alimentar, pois beneficiam outros seres vivos, chamados heterótrofos, que usam autótrofos para alimentação. Os autótrofos obtêm os átomos e a energia de que precisam de fontes abióticas, como a luz solar (por meio da fotossíntese) ou reações químicas entre substâncias minerais (por meio da quimiossíntese), bem como de fontes inorgânicas, como dióxido de carbono, e os transformam em moléculas orgânicas que utilizam para desenvolver funções biológicas, como o próprio crescimento celular, além de servir de alimento para heterótrofos.